# Goran Maznov
Goran Maznov (in macedone Горан Мазнов?; Strumica, 22 aprile 1981) è un ex calciatore macedone, di ruolo attaccante.